# Omocestus
Omocestus är ett släkte av insekter som beskrevs av Bolivar 1878. Omocestus ingår i familjen gräshoppor.

## Bildgalleri

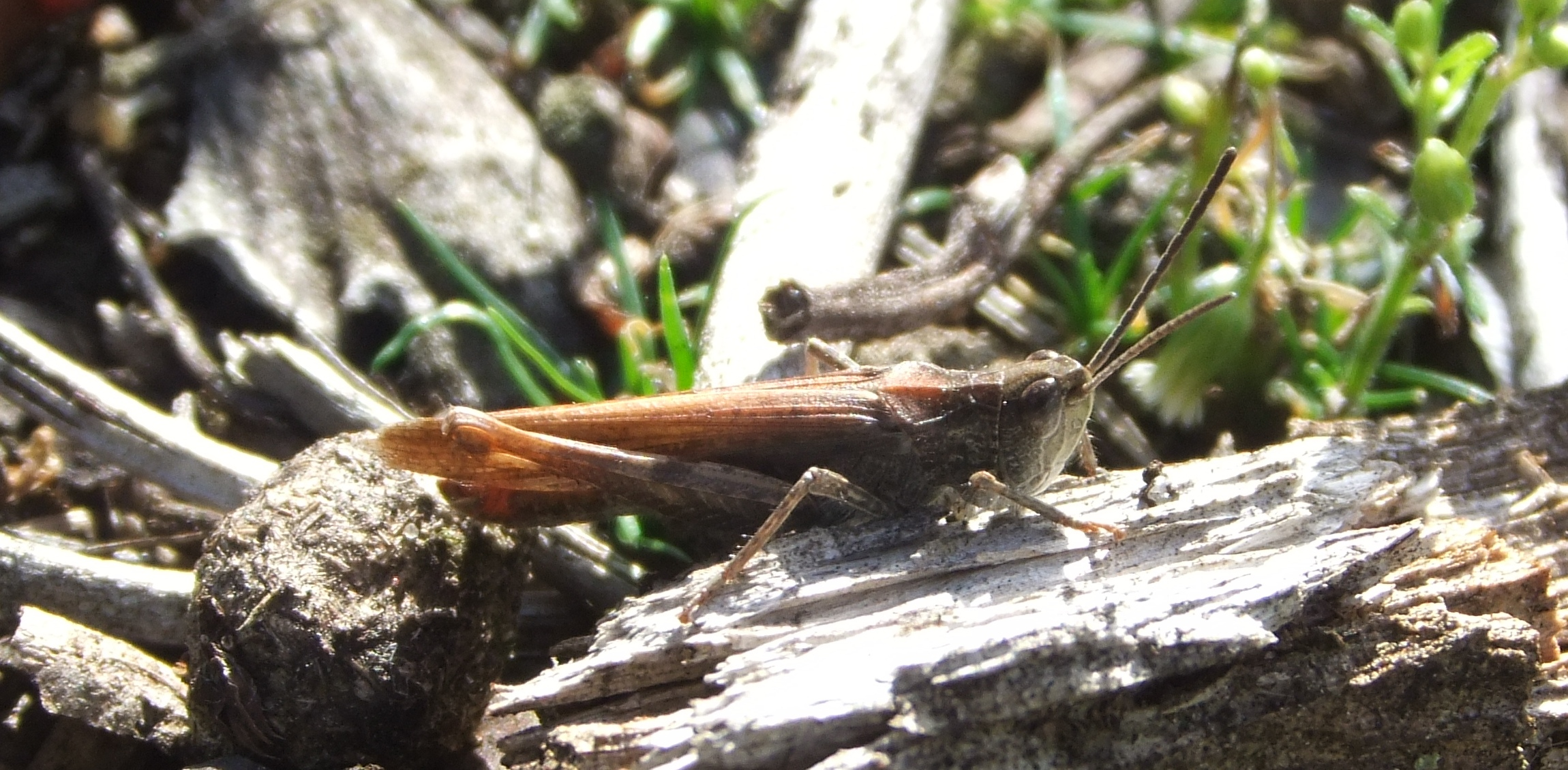
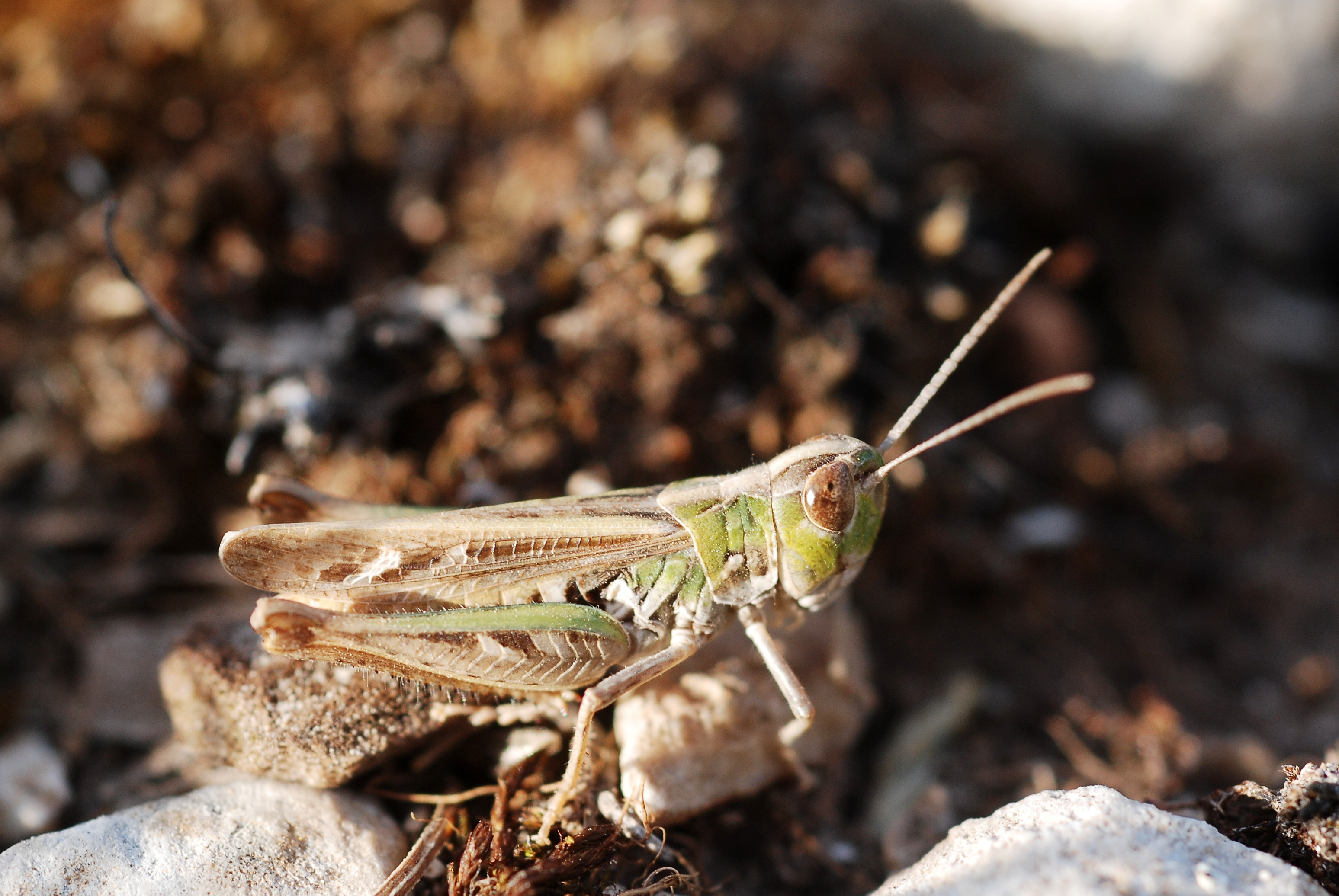
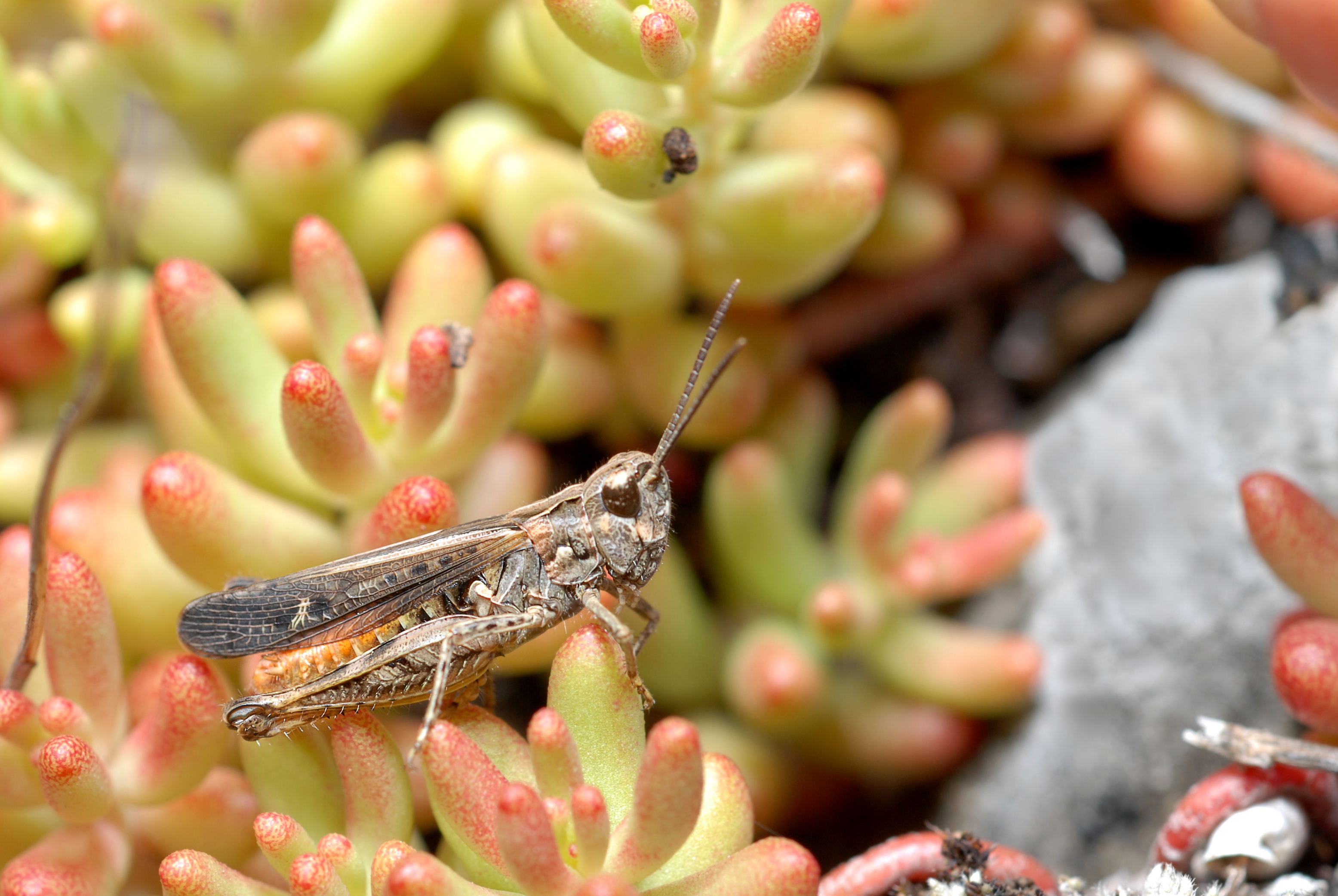
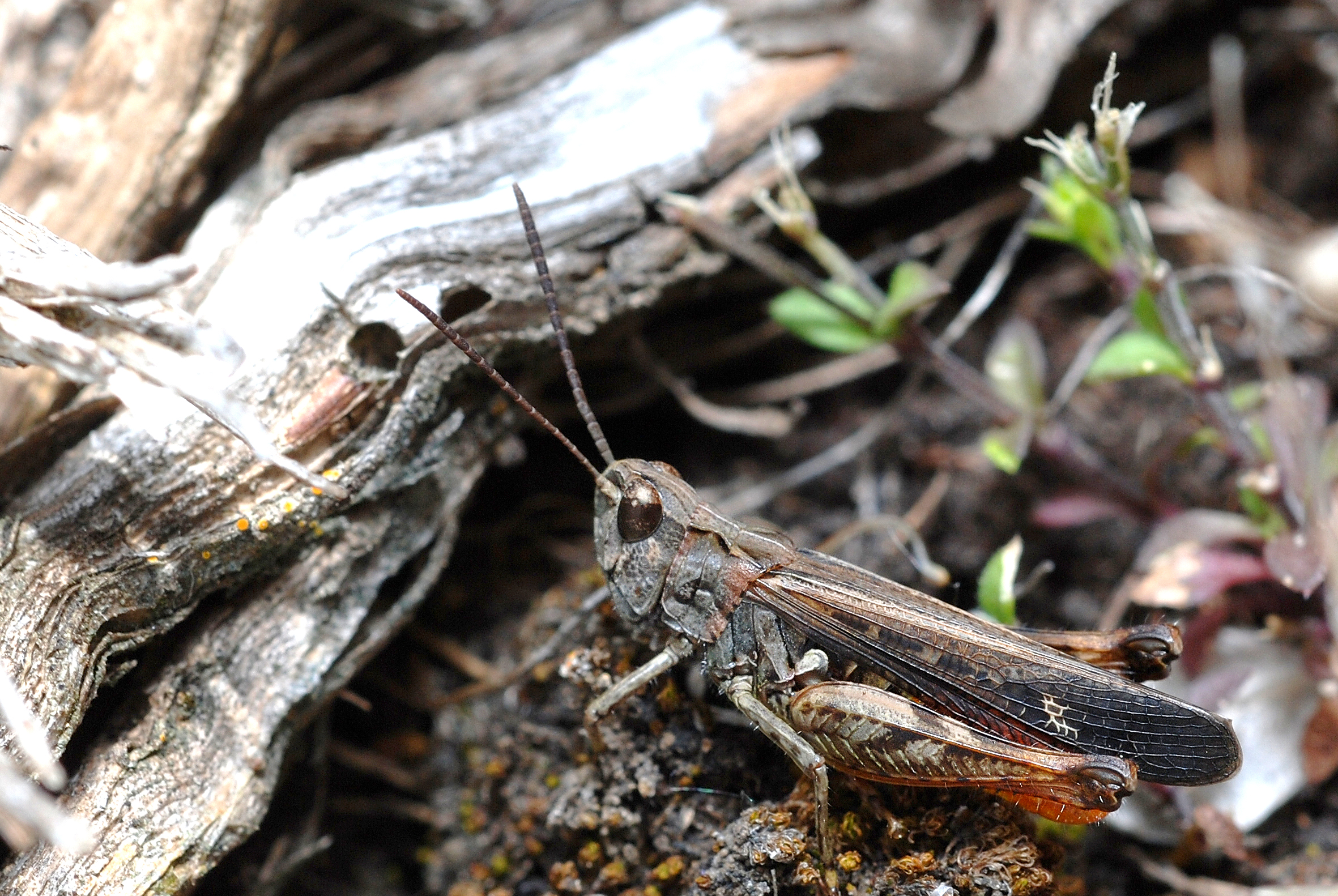
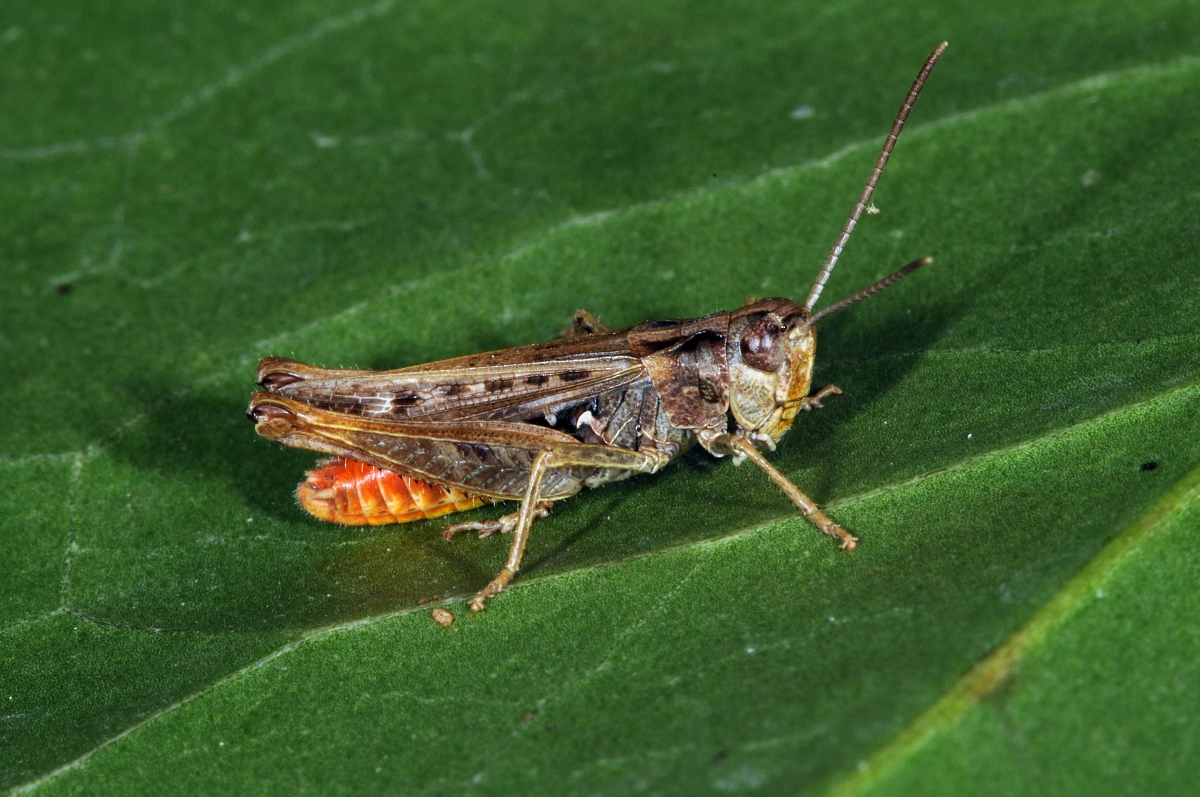
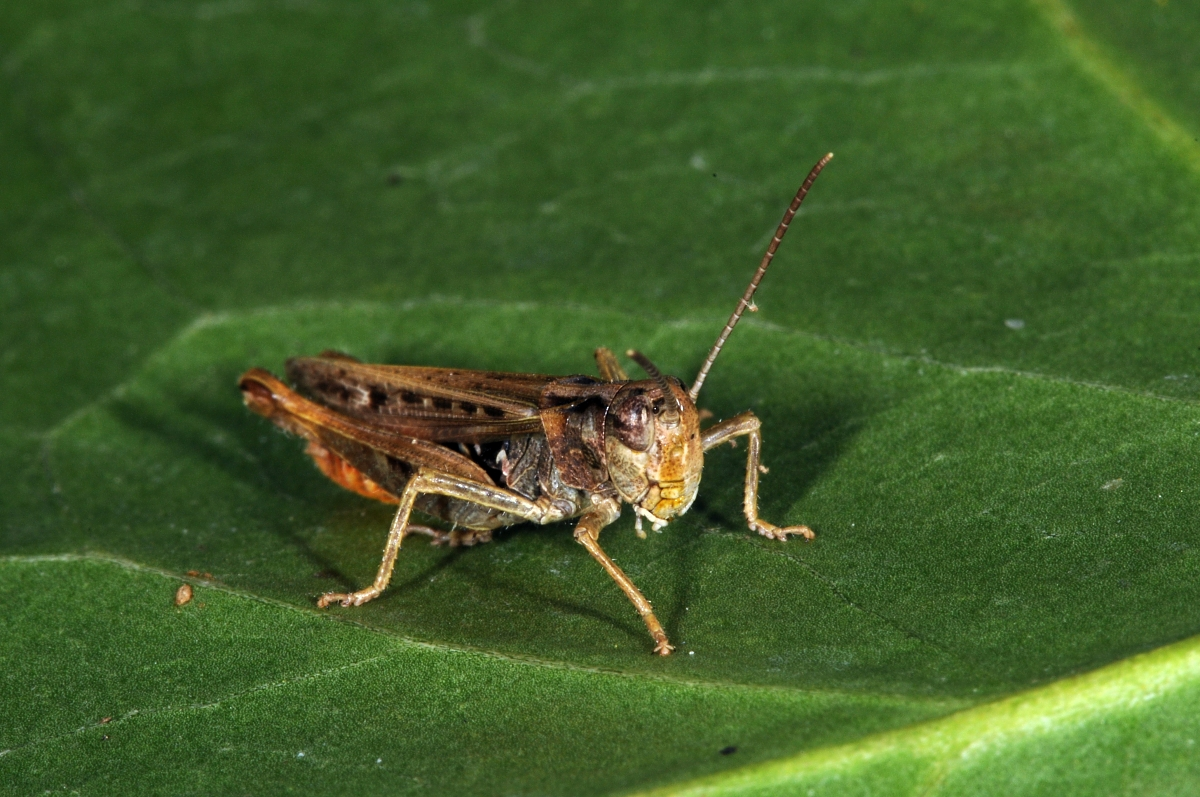

## Dottertaxa tillOmocestus, i alfabetisk ordning[1][2]
- Omocestus africanus
- Omocestus alluaudi
- Omocestus antigai
- Omocestus aymonissabaudiae
- Omocestus bolivari
- Omocestus caucasicus
- Omocestus cuonaensis
- Omocestus defauti
- Omocestus demokidovi
- Omocestus enitor
- Omocestus femoralis
- Omocestus fontanai
- Omocestus haemorrhoidalis
- Omocestus harzi
- Omocestus heymonsi
- Omocestus hubeiensis
- Omocestus laojunshanensis
- Omocestus lecerfi
- Omocestus lepineyi
- Omocestus lopadusae
- Omocestus lucasii
- Omocestus maershanensis
- Omocestus megaoculus
- Omocestus minutissimus
- Omocestus minutus
- Omocestus motuoensis
- Omocestus nadigi
- Omocestus nanus
- Omocestus navasi
- Omocestus nigripennus
- Omocestus nyalamus
- Omocestus panteli
- Omocestus petraeus
- Omocestus pinanensis
- Omocestus qinghaiuensis
- Omocestus raymondi
- Omocestus rufipes
- Omocestus simonyi
- Omocestus tibetanus
- Omocestus tzendsureni
- Omocestus uhagonii
- Omocestus uvarovi
- Omocestus ventralis
- Omocestus viridulus
- Omocestus xinjiangensis
- Omocestus zhenglanensis
- Omocestus znojkoi